# Carè Alto
Der Carè Alto, auch Monte Carè Alto, ist ein 3465 m s.l.m. hoher Berg in der Adamellogruppe in den Adamello-Presanella-Alpen in Italien. Er ist der höchste und bedeutendste Berg im südlichen Bereich der Adamellogruppe. Erstmals erstiegen wurde er 1865 durch Hugh F. Montgomery und Sedley Taylor.
Durch seine vorgeschobene Lage vor der Gesamtgruppe bildet er deren markanten südöstlichen Eckpfeiler. Während des Gebirgskrieges 1915–1918 stellte der Gipfel durch diese besondere strategisch bedeutsame Position einen wichtigen Punkt der österreichischen Front in der Adamello-Presanella-Gruppe dar. Die Grate des Berges wurden daher im Laufe des Krieges mit Stellungen, Feldwachen und Verbindungswegen versehen, für die Versorgung des durchgehend besetzten Gipfels wurde eine Feldseilbahn von Pinzolo bis zum höchsten Punkt errichtet.
Gängige Routen auf den Carè Alto führen über den Laresgletscher (am Gipfelaufbau II und Eis / Schnee bis 45°), den Ostgrat (kombiniert, III) und den Südgrat (bei guten Verhältnissen reiner Felsanstieg, Stellen III). Die Route über den sehr flachen Laresgletscher ist auch als Skitour mit Klettereinlage am Gipfel machbar.

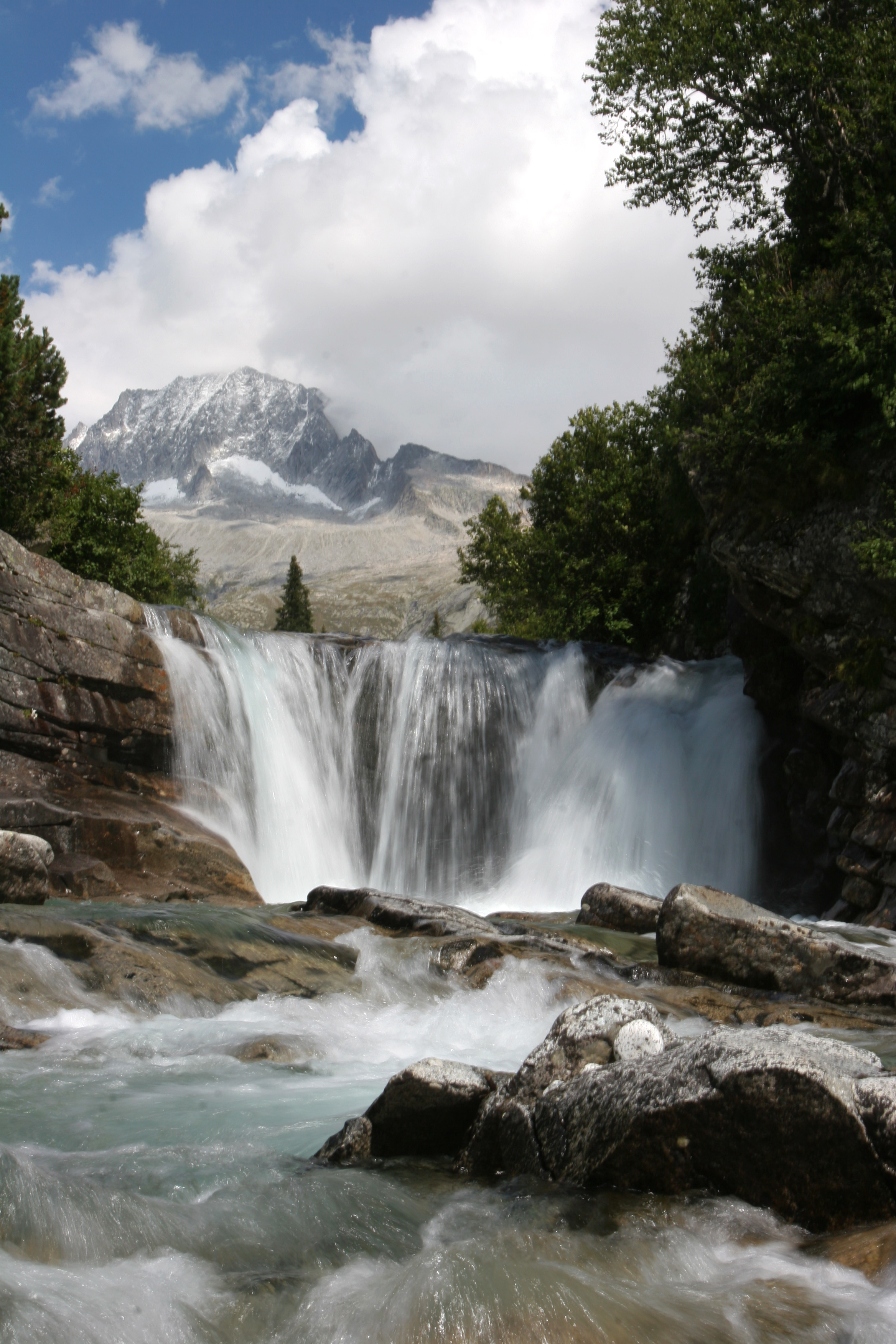
Carè Alto